# 오레오피테쿠스

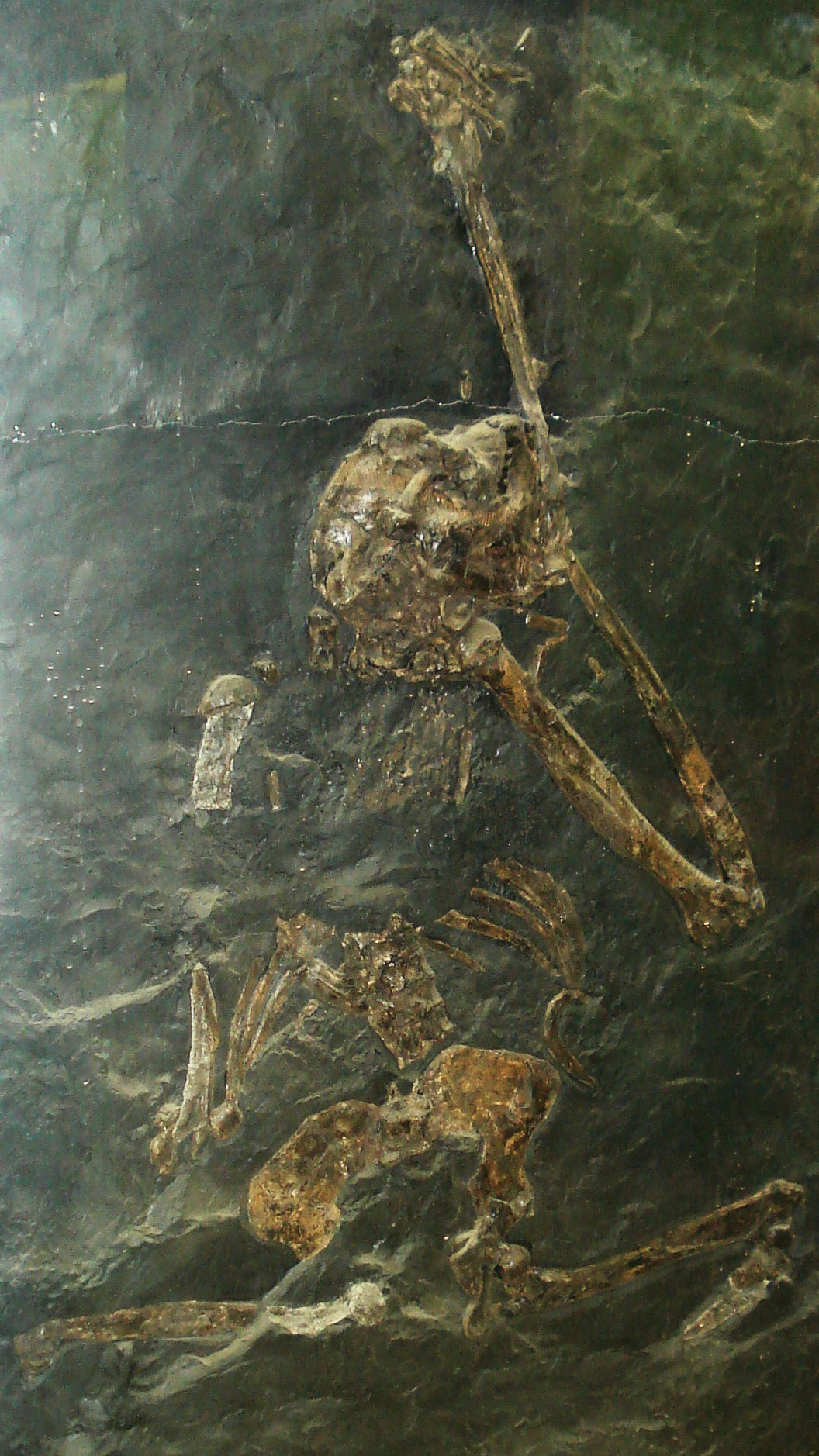
오레오피테쿠스

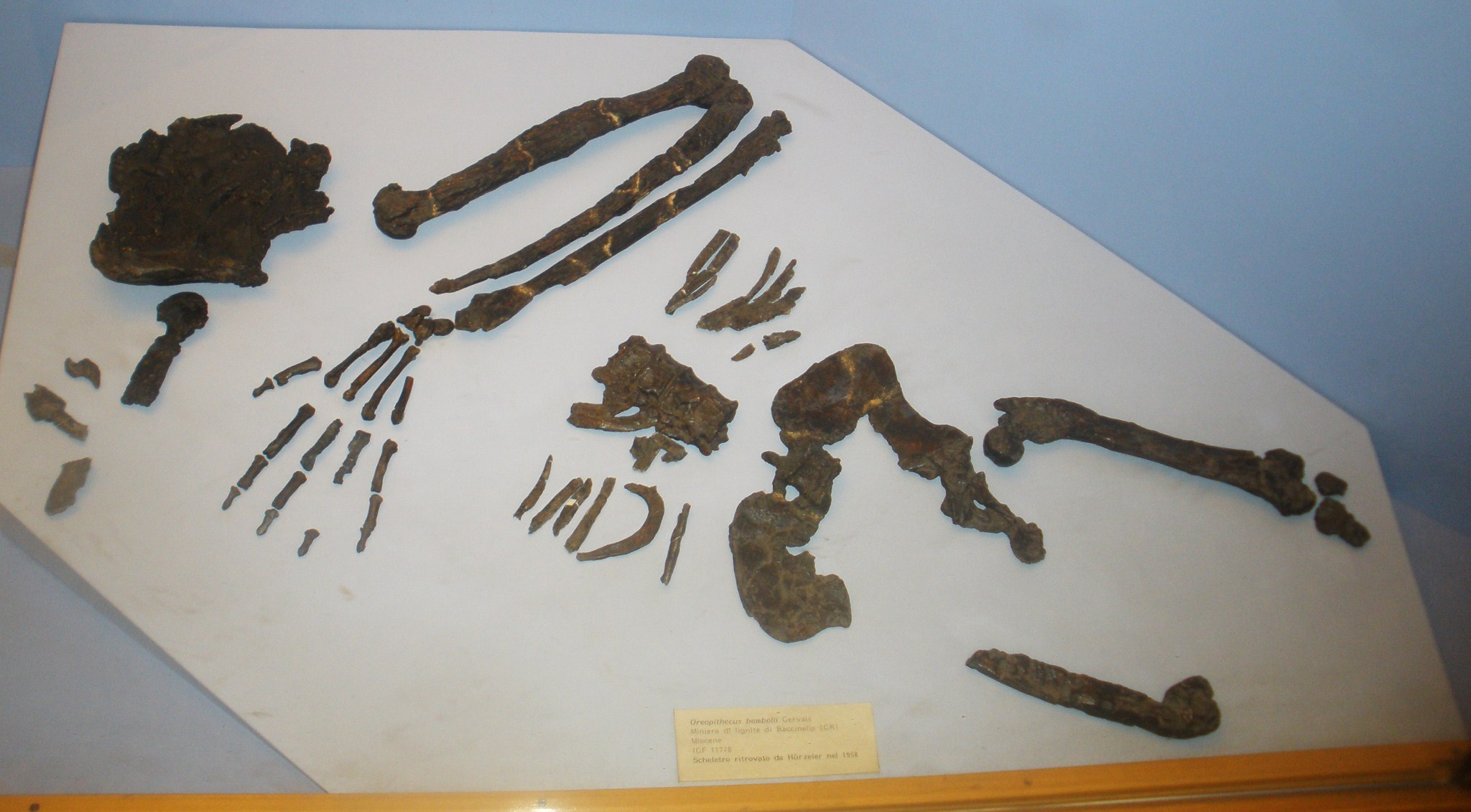
오레오피테쿠스

오레오피테쿠스(Oreopithecus)는 신생대 제3기 중신세에 이탈리아, 시칠리아, 사르데냐, 토스카나, 프랑스 남부, 프로방스, 북부 아프리카 등지에서 서식하였던 멸종된 유인원의 한 종류이다. 기원전 1400만년 경에서 기원전 7백만년 경에 생존하였다. 두 발로 걸었으나 보행이 느렸고, 중신세 말기에 아프리카와 유럽 대륙이 연결되면서 이동한 식육동물들과의 생존 경쟁에서 패하여 멸종하였다.
오스트랄로피테쿠스와 비슷하고 안면이 인간과 비슷하며 두 발로 걸었던 점 때문에 한때 인간의 조상으로 추정하기도 하였으나, 현재는 유인원의 공통조상에서 갈라져 나간 곁가지로 추정하고 있다. 또한 드리오피테쿠스나 라마피테쿠스, 기간토피테쿠스류와도 특징이 상이하여 별도의 종으로 분류된다.

## 같이 보기
- 피에롤라피테쿠스
- 드리오피테쿠스
- 초로라피테쿠스